# Битва за Хирів
Битва за Хирів відбувалася між силами Української Галицької Армії та частинами Війська Польського в перебігу зимового наступу в Україні під час українсько-польської війни з 5 по 16 грудня 1918 року.

## Перебіг подій
Місто мало важливе значення в питанні заволодіння Перемишлем, тому утримати його намагалися обидві протиборчі сторони. Від перших чисел листопада на відтинку залізничної лінії Загорж — Устріки Долішні — Кросцєнко — Хирів діяв польський бронепотяг. Після втрати Перемишля Хирів був головною залізничною станцією ЗУНР на угорсько-галицькій залізниці, з якої було можливим контролювати залізницю Перемишль — Загорж. Ще 25 листопада польські відділи під рукою поручника Дудзінського з 2 артилерійськими батареями рушили на Нижанковичі, українські сили відходять поза Хирів. Після захоплення 26 листопада польською бойовою групою майора Вацлава Вечорека Рави-Руської, а також залізничного вузла Хирів на півдні від Львова, становище УГА значно ускладнилося. Польська команда здобула відразу значне стратегічне становище — з Хирова і Рави-Руської поляки погрожували обом крилам фронту. Для польської сторони здобуття Хирова уможливлювало постачання по залізниці Перемишль — Львів, рівночасно усувало можливість української контратаки на Перемишль.
Українські сили розгорнули наступ через Фельштин та Городовичі на Посаду Хирівську і Хирів. Боєм здобули Посаду, по короткому, але завзятому бою, 5 грудня штурмом станцію і місто Хирів, попри те, що її чисельність була вдвічі меншою за польські сили.
Хирів здобула група полковника А. Кравса, використовуються 2 самбірські бронепотяги. У бою за Хирів у котлі панцерного паротяга розірвався ворожий снаряд, убивши кочегара; його поховали у Самборі з військовими почестями. Польські сили з Хирова відійшли на Старяву та Добромиль. Організовується нічний наступ, і пізнім вечором зайнято Добромиль, в кінці дня Нове Місто. Над ранком долучилась до українських сил в Добромилі сотня поручника Антона Тарнавського.
Через два дні — наказ до дальшого наступу на Нижанковичі і Перемишль; сотня поручника Тарнавського і сотню четаря Капеніса рушила на Нижанковичі, а сотник Осип Станімір з сотнею четаря Каравана через Гійсько і Сиракізці до села Горохівці, осадили горохівський форт і зайняли. Панцерка четаря Садлича діяла в напрямку Устрик, її залога висадила в повітря залізничний міст. Панцерний потяг четаря Бережницького підтримував наступ стрільців на Перемишль. Польське командування зосередило там переважальні сили, в тому числі бронепотяги. Чота четаря Каравана зайняла вечором форт «Оптень» в Пикуличах, віддалений на 2 кілометри від Перемишля. Залога під заслоною ночі вивтікала з Нижанкович до Перемишля.
8 грудня Кравс отримав підкріплення — стрілецький курінь (400 багнетів), він атакував ворога у напрямку Перемишля і вже 9 грудня знаходився в 1 км від цього ключового для поляків міста.
Початком грудня керівником Перемишльського військового округу стає генерал Зигмунт Зелінський; майже відразу отримує наказ про контрнаступ на Хирів і Самбір.
11 грудня відбувається польська контратака під Гроховцями (Горохівцями) і Германовцями, того ж дня зайняли Горохівці, форт «Оптень» і нагір'я на північ від Германовець. 12 грудня українські сили відходять з Германовець до Нижанкович. 13 грудня відбувалися бої під Фрідрополем і Нижанковичами, українську контратаку з Фрідрополя в напрямку Даровиць поляки відбили, українські сили відходять з-під Фрідрополя на південь та південний схід. Польський батальйон піхоти з кулеметним відділом та бронепотягом лобовою атакою займає Нижанковичі. По зайнятті поляками Фрідрополя і Корманиць українські відділи змушено відходять на південний берег річки Вар. Від 13 грудня під Хировом воював польський 2 стрілецький Підгалянський полк поручника Матзенауера.
13 грудня Кравс отримав наказ Начальної Команди, який його здивував. Цей наказ, писав він у спогадах, «забороняв зачинати будь-які офензивні дії на Перемишль». Він змушений був припинити операцію, під натиском ворога відступити на попередні позиції, але далі поляків не пропустив. У цьому районі Кравс утворив потужне угруповання «Хирів», яке надійно утримувало фронт. Кравс вважав рішення НКГА помилковим, оскільки був упевнений, що успішний удар головними силами на Перемишль примусив би поляків залишити Львів.
15 грудня 1918 року під Нижанковичами відбувся бій між українським та польським бронепотягами, для стрільців виявився невдалим, і потяг відступив до Хирова. Пошкодження виявилися настільки значними, що залога змушена була покинути його, бронепотяг дістався до рук ворога. Після боїв на підступах до Хирова поляки 16 грудня знову зайняли місто.